# Division II i ishockey 1962/1963
Division II i ishockey 1962/1963 var näst högsta divisionen i svensk ishockey under säsongen och spelades med 81 lag i åtta grupper, 13 lag mer än förra säsongen. Segraren i varje grupp gick vidare till kval för Allsvenskan. De sämsta lagen i varje grupp flyttades ner till Division III.

## Nya lag
- Division II Norra A: Glommersträsk/Lappträsk IF, Luleå SK, Medle SK och Piteå IF
- Division II Norra B: Heffners/Ortvikens IF, Järveds IF, Vännäs AIK och Ytterån/Waplans SK
- Division II Östra A: Alfta GIF, Avesta BK, Häradsbygdens SS, Ockelbo IF och Strömsbro IF
- Division II Östra B: Karlbergs BK, Kungsholms IF, Solna HC och Älvsjö AIK
- Division II Västra A: IF Eyra, Karlskoga IF (från  Västra B), SK Iron, Västerås SK
- Division II Västra B: Forshaga IF, Gais (från Södra B), IFK Trollhättan, Kungälvs IK, Norrby IF (från Södra B) Tibro IK och IF Uve
- Division II Södra A: Tranås AIF, Västerviks AIS och Åkers IF
- Division II Södra B: IFK Oskarshamn, Jonstorps IF, Tingsryds AIF och Vättersnäs IF

Forshaga, Karlberg, Strömsbro och Tranås hade flyttats ner från Allsvenskan. Övriga lag hade, om inte annat anges, flyttats upp från division III.

## Division II Norra
Grupp A
Gruppen vanns av Clemensnäs från Skellefteå efter kamp med de två Kiruna-lagen. Den 20 januari hade Kiruna AIF gått upp i ledning efter seger mot Rönnskär och Medle samma helg. Inför den sjuttonde omgången hade man nu ledning med två poäng före Clemensnäs och en match mer spelad. I nästa omgång tappade man segern mot Skellefteå som gick från 6–4 till 6–7 under de sista fem minuterna av mötet och det visade sig bli avgörande för seriens utgång. Clemensnäs återtog ledningen och endast IFK Kiruna hade en chans att utmana om segern inför sista omgången. Clemensnäs avsevärt mycket bättre målskillnad gjorde dock att chansen var högst teoretisk och Clemensnäs säkrade gruppsegern med vinst mot Piteå i sista omgången. Glommersträsk, Luleå och Medle placerade sig på nedflyttningsplats – men bara Medle kom att flyttas ner till nästa säsong.
| Nr | Lag                        | S  | V  | O | F  | GM  | IM  | MS   | P  |
| -- | -------------------------- | -- | -- | - | -- | --- | --- | ---- | -- |
| 1  | Clemensnäs IF              | 20 | 16 | 2 | 2  | 136 | 55  | +81  | 34 |
| 2  | IFK Kiruna                 | 20 | 15 | 2 | 3  | 122 | 73  | +49  | 32 |
| 3  | Kiruna AIF                 | 20 | 13 | 2 | 5  | 121 | 75  | +46  | 28 |
| 4  | Skellefteå IF              | 20 | 12 | 3 | 5  | 132 | 90  | +42  | 27 |
| 5  | Rönnskärs IF               | 20 | 10 | 3 | 7  | 107 | 85  | +22  | 23 |
| 6  | Piteå IF                   | 20 | 9  | 5 | 6  | 72  | 65  | +7   | 23 |
| 7  | Bodens BK                  | 20 | 9  | 3 | 8  | 98  | 86  | +12  | 21 |
| 8  | Jörns IF                   | 20 | 5  | 0 | 15 | 68  | 98  | −30  | 10 |
| 9  | Glommersträsk/Lappträsk IF | 20 | 4  | 2 | 14 | 72  | 125 | −53  | 10 |
| 10 | Luleå SK                   | 20 | 4  | 0 | 16 | 45  | 119 | −74  | 8  |
| 11 | Medle SK                   | 20 | 2  | 0 | 18 | 62  | 164 | −102 | 4  |

Grupp B
Inför säsongen var IFK Umeå, eller "Björklöven" som de kallades i folkmun, storfavoriter till segern – förväntningar som de inte hade några problem att infria. Med tre omgångar kvar hade de redan säkrat segern och kvalplatsen till Allsvenskan. Åsele, Ytterån (Krokom) och Heffners (Sundsvall) placerade sig sist på nedflyttningsplats till division III.
| Nr | Lag                   | S  | V  | O | F  | GM  | IM  | MS  | P  |
| -- | --------------------- | -- | -- | - | -- | --- | --- | --- | -- |
| 1  | IFK Umeå              | 18 | 15 | 2 | 1  | 118 | 33  | +85 | 32 |
| 2  | Sollefteå IK          | 18 | 14 | 0 | 4  | 110 | 71  | +39 | 28 |
| 3  | Skönvik/Sunds IF      | 18 | 13 | 1 | 4  | 93  | 56  | +37 | 27 |
| 4  | Järveds IF            | 18 | 9  | 3 | 6  | 78  | 68  | +10 | 21 |
| 5  | Vännäs AIK            | 18 | 9  | 1 | 8  | 83  | 82  | +1  | 19 |
| 6  | IFK Nyland            | 18 | 7  | 1 | 10 | 75  | 90  | −15 | 15 |
| 7  | Tegs SK               | 18 | 6  | 0 | 12 | 67  | 99  | −32 | 12 |
| 8  | Heffners/Ortvikens IF | 18 | 4  | 1 | 13 | 67  | 92  | −25 | 9  |
| 9  | Ytterån/Waplans SK    | 18 | 4  | 1 | 13 | 55  | 109 | −54 | 9  |
| 10 | Åsele IK              | 18 | 3  | 2 | 13 | 65  | 111 | −46 | 8  |

Anmärkning 
1. ↑  Årets ishockey uppger att Skönvik/Sund har 28 poäng, men om man kontrollräknar tabellen ser man att den inte stämmer helt. Summerar man matchresultaten som också redovisas, ser man att Skönvik har tre segrar och en oavgjord vilket alltså innebär 27 poäng och inte 28.

## Division II Östra
Grupp A
Gruppen vanns överlägset av Gävlelaget Strömsbro. De vann 17 matcher i rad och förlorade först i sista omgången då seriesegern redan var klar. I slutsammanställningen skiljde det elva poäng ner till tvåan Alfta. På nedflyttningsplats till division III placerade sig Bonäs (Mora), Ocklebo och Vansbro.
| Nr | Lag              | S  | V  | O | F  | GM  | IM | MS  | P  |
| -- | ---------------- | -- | -- | - | -- | --- | -- | --- | -- |
| 1  | Strömsbro IF     | 18 | 17 | 0 | 1  | 124 | 29 | +95 | 34 |
| 2  | Alfta GIF        | 18 | 10 | 3 | 5  | 84  | 63 | +21 | 23 |
| 3  | IK Warpen        | 18 | 9  | 3 | 6  | 73  | 69 | +4  | 21 |
| 4  | Ludvika FfI      | 18 | 9  | 2 | 7  | 76  | 71 | +5  | 20 |
| 5  | Avesta BK        | 18 | 8  | 1 | 9  | 72  | 73 | −1  | 17 |
| 6  | Falu BS          | 18 | 7  | 2 | 9  | 72  | 68 | +4  | 16 |
| 7  | Häradsbygdens SS | 18 | 6  | 3 | 9  | 65  | 80 | −15 | 15 |
| 8  | Bonäs IK         | 18 | 6  | 2 | 10 | 58  | 90 | −32 | 14 |
| 9  | Ockelbo IF       | 18 | 3  | 5 | 10 | 48  | 88 | −40 | 11 |
| 10 | Vansbro AIK      | 18 | 3  | 3 | 12 | 53  | 94 | −41 | 9  |

Grupp B
Innan säsongstart var Hammarby storfavoriter. Med 14 seriesegrar i Division I var de Sveriges genom tiderna främsta ishockeylag vid denna tid och hade inga problem att vinna gruppen. De vann samtliga matcher och spelade ihop en målskillnad på över 100 mål. I den slutliga tabellen var marginalen till tvåan Traneberg 12 poäng. Sist placerade sig Hagalund och Älvsjö som flyttades ner till division III.
| Nr | Lag             | S  | V  | O | F  | GM  | IM  | MS   | P  |
| -- | --------------- | -- | -- | - | -- | --- | --- | ---- | -- |
| 1  | Hammarby IF     | 18 | 18 | 0 | 0  | 141 | 37  | +104 | 36 |
| 2  | Tranebergs IF   | 18 | 11 | 2 | 5  | 87  | 52  | +35  | 24 |
| 3  | Solna HC        | 18 | 11 | 0 | 7  | 60  | 62  | −2   | 22 |
| 4  | Karlbergs BK    | 18 | 10 | 0 | 8  | 89  | 66  | +23  | 20 |
| 5  | Sundbybergs IK  | 18 | 9  | 1 | 8  | 87  | 68  | +19  | 19 |
| 6  | Nacka SK        | 18 | 9  | 0 | 9  | 76  | 81  | −5   | 18 |
| 7  | Kungsholms IF   | 18 | 8  | 1 | 9  | 71  | 79  | −8   | 17 |
| 8  | Mälarhöjdens IK | 18 | 8  | 0 | 10 | 63  | 72  | −9   | 16 |
| 9  | Älvsjö AIK      | 18 | 4  | 0 | 14 | 62  | 108 | −46  | 8  |
| 10 | Hagalunds IS    | 18 | 0  | 0 | 18 | 35  | 146 | −111 | 0  |

Anmärkning: 
1. ↑  Även Mälarhöjden placerade sig på nedflyttningsplats. Att de ändå klarar sig från nedflyttning tycks bero på att Svenska Ishockeyförbundet infört krav på konstfrusen is för att ett lag ska flyttas upp till Division II något som sakandes på Gotland där division III Södra Östsvenska C spelades. Inget lag kunde därför flyttas upp från den divisionen.[7]

## Division II Västra
Grupp A
Fagersta, som varit favoriter flera år i rad, lyckades nu vinna gruppen för första gången. Laget fick även mycket publicitet genom sitt kanadensiska nyförvärv Des Moroney som fungerade som spelande tränare och var inblandad i flera spektakulära bråk på isen. På andra plats i gruppen placerade sig Surahammar som legat strax bakom Fagersta genom större delen av seriespelet. FAIK kunde säkra segern först i sista omgången. På nedflyttningsplats placerade sig Lindesberg, Västerås SK och Iron (Uppsala). Lindesberg klarade sig från nedflyttning vilket vilket sammanfaller med att Karlskoga IF gick samman med Bofors IF och lämnade en plats ledig i gruppen.
| Nr | Lag            | S  | V  | O | F  | GM  | IM  | MS  | P  |
| -- | -------------- | -- | -- | - | -- | --- | --- | --- | -- |
| 1  | Fagersta AIK   | 18 | 15 | 1 | 2  | 127 | 44  | +83 | 31 |
| 2  | Surahammars IF | 18 | 14 | 1 | 3  | 116 | 60  | +56 | 29 |
| 3  | Örebro SK      | 18 | 11 | 1 | 6  | 96  | 76  | +20 | 23 |
| 4  | IK Westmannia  | 18 | 10 | 0 | 8  | 96  | 88  | +8  | 20 |
| 5  | Karlskoga IF   | 18 | 9  | 1 | 8  | 92  | 72  | +20 | 19 |
| 6  | IFK Arboga     | 18 | 8  | 3 | 7  | 87  | 81  | +6  | 19 |
| 7  | IF Eyra        | 18 | 8  | 2 | 8  | 73  | 84  | −11 | 18 |
| 8  | IFK Lindesberg | 18 | 4  | 3 | 11 | 73  | 104 | −31 | 11 |
| 9  | Västerås SK    | 18 | 2  | 3 | 13 | 52  | 112 | −60 | 7  |
| 10 | SK Iron        | 18 | 1  | 1 | 16 | 59  | 150 | −91 | 3  |

Grupp B
Favoriter till segern var Gais (Göteborg), Forshaga, Färjestad (Karlstad) och Viking (Hagfors). Tidigt var det Forshaga och Viking som tog ledningen, men i åttonde omgången kunde Färjestad gå om och vann sedan seriefinalen mot Viking bara för att sedan förlora mot Gais. Viking höll sig på andraplatsen tills det i trettonde omgången återigen var seriefinal mot Färjestad och den gången var det Hagsforslagets tur att vinna och ta över serieledningen. Under återstoden av gruppspelet förlorade Viking bara ett poäng och kunde hålla undan för FBK och vinna serien ganska klart till slut. Fyra lag placerade sig på nedflyttningplats då man spelat med elva lag denna säsong och ämnade spela med tio nästa. De nedflyttade lagen var: Tibro, Uve (Uddeholm i Hagfors kommun), Trollhättan och Kungälv.
| Nr | Lag             | S  | V  | O | F  | GM  | IM  | MS  | P  |
| -- | --------------- | -- | -- | - | -- | --- | --- | --- | -- |
| 1  | IK Viking       | 20 | 17 | 2 | 1  | 128 | 52  | +76 | 36 |
| 2  | Färjestads BK   | 20 | 14 | 2 | 4  | 135 | 54  | +81 | 30 |
| 3  | Forshaga IF     | 20 | 15 | 0 | 5  | 110 | 57  | +53 | 30 |
| 4  | IFK Munkfors    | 20 | 13 | 1 | 6  | 88  | 53  | +35 | 27 |
| 5  | Norrby IF       | 20 | 10 | 0 | 10 | 87  | 96  | −9  | 20 |
| 6  | Gais            | 20 | 8  | 1 | 11 | 83  | 75  | +8  | 17 |
| 7  | IFK Sunne       | 20 | 8  | 1 | 11 | 76  | 87  | −11 | 17 |
| 8  | Tibro IK        | 20 | 8  | 1 | 11 | 74  | 108 | −34 | 17 |
| 9  | IF Uve          | 20 | 8  | 0 | 12 | 88  | 107 | −19 | 16 |
| 10 | IFK Trollhättan | 20 | 3  | 0 | 17 | 50  | 133 | −83 | 6  |
| 11 | Kungälvs IK     | 20 | 2  | 0 | 18 | 45  | 142 | −97 | 4  |

## Division II Södra
Grupp A
Serien vanns som förväntat av IFK Norrköping, med det tidigare allsvenska laget Tranås på andraplatsen. Med i striden om seriesegern var även Sleipner som ledde serien när tre omgångar återstod. Åker (från Åkers styckebruk) och Västervik placerade sig på de två sista platserna och flyttades ner till division III.
| Nr | Lag            | S  | V  | O | F  | GM | IM  | MS  | P  |
| -- | -------------- | -- | -- | - | -- | -- | --- | --- | -- |
| 1  | IFK Norrköping | 16 | 13 | 1 | 2  | 75 | 32  | +43 | 27 |
| 2  | Tranås AIF     | 16 | 12 | 2 | 2  | 77 | 29  | +48 | 26 |
| 3  | IK Sleipner    | 16 | 11 | 2 | 3  | 69 | 42  | +27 | 24 |
| 4  | Nyköpings AIK  | 16 | 8  | 2 | 6  | 74 | 49  | +25 | 18 |
| 5  | BK Kenty       | 16 | 8  | 2 | 6  | 65 | 63  | +2  | 18 |
| 6  | BK Remo        | 16 | 5  | 2 | 9  | 65 | 68  | −3  | 12 |
| 7  | Nyköpings SK   | 16 | 5  | 0 | 11 | 67 | 64  | +3  | 10 |
| 8  | Västerviks AIS | 16 | 3  | 1 | 12 | 44 | 109 | −65 | 7  |
| 9  | Åkers IF       | 16 | 1  | 0 | 15 | 36 | 116 | −80 | 2  |

Grupp B
Efter höstens spel ledde Malmö serien ett poäng före Öster och Husqvarna som i sin tur var två poäng före Taberg. På trettondagen besegrade dock Taberg lokalkonkurrenten Husqvarna med 11-9 efter att de återfått Kenny Booth som varit avstängd. I omgången därpå förlorade Taberg mot Malmö och nu var de båda Jönköpingslagen inte längre med i toppstriden. I den följande seriefinalen i Malmö kunde Öster vinna efter ett avgörande mål en och en halv minut före slutsignalen. Efter det tappade Öster inte fler poäng och Malmö kunde därför inte komma ifatt. I botten av gruppen placerades sig  Jonstorp, Tingsryd och Oskarshamn, de sistnämnda klarade sig från nedflyttning när Öster fick en plats i Allsvenskan.
| Nr | Lag            | S  | V  | O | F  | GM  | IM  | MS   | P  |
| -- | -------------- | -- | -- | - | -- | --- | --- | ---- | -- |
| 1  | Östers IF      | 18 | 15 | 3 | 0  | 143 | 61  | +82  | 33 |
| 2  | Malmö FF       | 18 | 16 | 0 | 2  | 134 | 61  | +73  | 32 |
| 3  | Tabergs SK     | 18 | 11 | 2 | 5  | 106 | 68  | +38  | 24 |
| 4  | Husqvarna IF   | 18 | 10 | 2 | 6  | 98  | 67  | +31  | 22 |
| 5  | IF Troja       | 18 | 9  | 3 | 6  | 108 | 75  | +33  | 21 |
| 6  | Alvesta SK     | 18 | 8  | 2 | 8  | 73  | 100 | −27  | 18 |
| 7  | Vättersnäs IF  | 18 | 6  | 2 | 10 | 88  | 92  | −4   | 14 |
| 8  | IFK Oskarshamn | 18 | 4  | 0 | 14 | 61  | 93  | −32  | 8  |
| 9  | Tingsryds AIF  | 18 | 2  | 1 | 15 | 52  | 139 | −87  | 5  |
| 10 | Jonstorps IF   | 18 | 1  | 1 | 16 | 49  | 156 | −107 | 3  |

## Kval till Division I
Kvalen till Allsvenskan resulterade i tre nykomlingar tog plats i högsta serien, nämligen Öster (Växjö), Viking (Hagfors) och Clemensnäs (Skellefteå). Dessutom återkom Strömsbro (Gävle) till Allsvenskan. Detta innebar att förhandsfavoriterna Hammarby misslyckades med att avancera.
| Nr | Lag           | S | V | O | F | GM | IM | MS | P |
| -- | ------------- | - | - | - | - | -- | -- | -- | - |
| 1  | Strömsbro IF  | 6 | 4 | 0 | 2 | 28 | 31 | −3 | 8 |
| 2  | Clemensnäs IF | 6 | 3 | 0 | 3 | 26 | 25 | +1 | 6 |
| 3  | Hammarby IF   | 6 | 3 | 0 | 3 | 26 | 29 | −3 | 6 |
| 4  | IFK Umeå      | 6 | 2 | 0 | 4 | 32 | 27 | +5 | 4 |

| Nr | Lag            | S | V | O | F | GM | IM | MS  | P  |
| -- | -------------- | - | - | - | - | -- | -- | --- | -- |
| 1  | Östers IF      | 6 | 5 | 0 | 1 | 25 | 25 | 0   | 10 |
| 2  | IK Viking      | 6 | 4 | 0 | 2 | 34 | 17 | +17 | 8  |
| 3  | IFK Norrköping | 6 | 2 | 0 | 4 | 15 | 19 | −4  | 4  |
| 4  | Fagersta AIK   | 6 | 1 | 0 | 5 | 18 | 31 | −13 | 2  |